# Ronde van Italië 1929
| Eindklassement      |                     |              |
| Algemeen klassement | Alfredo Binda       | 107h 18' 24" |
| Tweede              | Domenico Piemontesi | + 3'44"      |
| Derde               | Leonida Frascarelli | + 5' 04"     |
| Vierde              | Antonio Negrini     | + 6' 36"     |
| Vijfde              | Luigi Giacobbe      | + 8' 43"     |
| Zesde               | Allegro Grandi      | + 12' 52"    |
| Zevende             | Giuseppe Pancera    | + 14' 44"    |
| Achtste             | Alfonso Piccin      | + 15' 29"    |
| Negende             | Michele Orecchia    | + 15' 33"    |
| Tiende              | Ambrogio Morelli    | + 16' 29"    |
| (Bel)               | ... ()              | + ..' .."    |
| Rode Lantaarn       | ... (99e)           | + .h ..' .." |
| Ploegenklassement   | Legnano             | ...h ..' .." |
| Tweede              | ...                 | -            |
| Derde               | ...                 | -            |

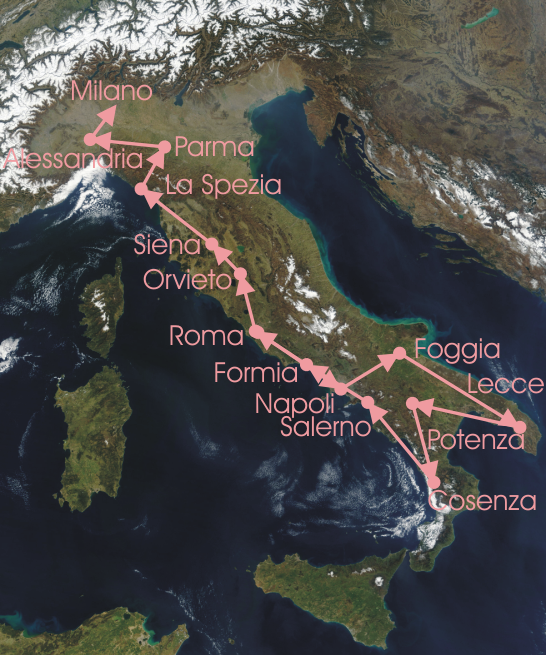
Ronde van Italië 1929

In 1929 ging de 17e Giro d'Italia op 19 mei van start in Rome en eindigde op 9 juni in Milaan. Er stonden 166 renners verdeeld over .. ploegen aan de start. Deze ronde werd gewonnen door de Italiaan Alfredo Binda.
Aantal ritten: 14

Totale afstand: 2920 km

Gemiddelde snelheid: 27,29 km/h

Aantal deelnemers: 166, waarvan er 99 de eindstreep haalden.

## Belgische en Nederlandse prestaties
In totaal namen er .. Belgen en geen Nederlanders deel aan de Giro van 1929.

### Belgische etappezeges
- In 1929 was er geen Belgische etappezege.

### Nederlandse etappezeges
- In 1929 was er geen Nederlandse etappezege.

## Etappe uitslagen
| Datum  | Etappe    | Parcours             | Afstand | Eerste                    | Tweede                         | Derde                          | Klassementsleider     |
| ------ | --------- | -------------------- | ------- | ------------------------- | ------------------------------ | ------------------------------ | --------------------- |
| 19 mei | etappe 1  | Rome - Napels        | 235 km  | Gaetano Belloni (Ita)     | Antonio Giuseppe Negrini (Ita) | Domenico Piemontesi (Ita)      | Gaetano Belloni (Ita) |
| 21 mei | etappe 2  | Napels - Foggia      | 185 km  | Alfredo Binda (Ita)       | Domenico Piemontesi (Ita)      | Alfredo Dinale (Ita)           | Gaetano Belloni (Ita) |
| 23 mei | etappe 3  | Foggia - Lecce       | 282 km  | Alfredo Binda (Ita)       | Gaetano Belloni (Ita)          | Domenico Piemontesi (Ita)      | Gaetano Belloni (Ita) |
| 25 mei | etappe 4  | Lecce - Potenza      | 270 km  | Alfredo Binda (Ita)       | Luigi Giacobbe (Ita)           | Leonida Frascarelli (Ita)      | Alfredo Binda (Ita)   |
| 27 mei | etappe 5  | Potenza - Cosenza    | 264 km  | Alfredo Binda (Ita)       | Domenico Piemontesi (Ita)      | Antonio Giuseppe Negrini (Ita) | Alfredo Binda (Ita)   |
| 29 mei | etappe 6  | Cosenza - Salerno    | 295 km  | Alfredo Binda (Ita)       | Domenico Piemontesi (Ita)      | Adriano Zanaga (Ita)           | Alfredo Binda (Ita)   |
| 31 mei | etappe 7  | Salerno - Formia     | 220 km  | Alfredo Binda (Ita)       | Antonio Giuseppe Negrini (Ita) | Domenico Piemontesi (Ita)      | Alfredo Binda (Ita)   |
| 2 juni | etappe 8  | Formia - Rome        | 198 km  | Alfredo Binda (Ita)       | Domenico Piemontesi (Ita)      | Antonio Giuseppe Negrini (Ita) | Alfredo Binda (Ita)   |
| 3 juni | etappe 9  | Rome - Orvieto       | 120 km  | Alfredo Binda (Ita)       | Alfonso Crippa (Ita)           | Domenico Piemontesi (Ita)      | Alfredo Binda (Ita)   |
| 4 juni | etappe 10 | Orvieto - Siena      | 150 km  | Mario Bianchi (Ita)       | Alfredo Binda (Ita)            | Marco Giuntelli (Ita)          | Alfredo Binda (Ita)   |
| 5 juni | etappe 11 | Siena - La Spezia    | 192 km  | Alfredo Dinale (Ita)      | Domenico Piemontesi (Ita)      | Alfredo Binda (Ita)            | Alfredo Binda (Ita)   |
| 7 juni | etappe 12 | La Spezia - Parma    | 135 km  | Domenico Piemontesi (Ita) | Alfredo Binda (Ita)            | Albino Binda (Ita)             | Alfredo Binda (Ita)   |
| 8 juni | etappe 13 | Parma - Alessandria  | 152 km  | Mario Bianchi (Ita)       | Leonida Frascarelli (Ita)      | Adriano Zanaga (Ita)           | Alfredo Binda (Ita)   |
| 9 juni | etappe 14 | Alessandria - Milaan | 216 km  | Alfredo Dinale (Ita)      | Alfredo Binda (Ita)            | Domenico Piemontesi (Ita)      | Alfredo Binda (Ita)   |

 winnaars · 
roze trui · 
  puntenklassement · 
  bergklassement · 
 jongerenklassement · 
 intergiro · 
 ploegenklassement · 
 strijdlust · 
 zwarte trui
Giro d'Italia Next Gen · Giro Donne · Cima Coppi
 Belgische rozetruidragers · etappewinnaars
 Nederlandse rozetruidragers · etappewinnaars
Mannen:
1909 · 
1910 · 
1911 · 
1912 · 
1913 · 
1914 · 
1919 · 
1920 · 
1921 · 
1922 · 
1923 · 
1924 · 
1925 · 
1926 · 
1927 · 
1928 · 
1929 · 
1930 · 
1931 · 
1932 · 
1933 · 
1934 · 
1935 · 
1936 · 
1937 · 
1938 · 
1939 · 
1940 · 
1946 · 
1947 · 
1948 · 
1949 · 
1950 · 
1951 · 
1952 · 
1953 · 
1954 · 
1955 · 
1956 · 
1957 · 
1958 · 
1959 · 
1960 · 
1961 · 
1962 · 
1963 · 
1964 · 
1965 · 
1966 · 
1967 · 
1968 · 
1969 · 
1970 · 
1971 · 
1972 · 
1973 · 
1974 · 
1975 · 
1976 · 
1977 · 
1978 · 
1979 · 
1980 · 
1981 · 
1982 · 
1983 · 
1984 · 
1985 · 
1986 · 
1987 · 
1988 · 
1989 · 
1990 · 
1991 · 
1992 · 
1993 · 
1994 · 
1995 · 
1996 · 
1997 · 
1998 · 
1999 · 
2000 · 
2001 · 
2002 · 
2003 · 
2004 · 
2005 · 
2006 · 
2007 · 
2008 · 
2009 · 
2010 · 
2011 · 
2012 · 
2013 · 
2014 · 
2015 · 
2016 · 
2017 · 
2018 · 
2019 · 
2020 · 
2021 · 
2022 · 
2023 · 
2024 · 
2025
Vrouwen:
1988 · 
1989 · 
1990 · 
1991 ·
1992 ·
1993 · 
1994 · 
1995 · 
1996 · 
1997 · 
1998 · 
1999 · 
2000 · 
2001 · 
2002 · 
2003 · 
2004 · 
2005 · 
2006 · 
2007 · 
2008 · 
2009 · 
2010 · 
2011 · 
2012 ·
2013 · 
2014 ·
2015 ·
2016 ·
2017 ·
2018 ·
2019 ·
2020 ·
2021 ·
2022 ·
2023 ·
2024 ·
2025